# Dil Se
Dil Se... (in hindī दिल से, lett. Dal cuore) è un film indiano del 1998 scritto, diretto e prodotto da Mani Ratnam. Il film vede protagonisti Shahrukh Khan, Manisha Koirala e Preity Zinta. È il terzo capitolo nella trilogia cinematografica di Ratnam relativa al terrorismo in India, dopo Roja e Bombay.
Dil Se è stato girato a Himachal, Kashmir, Assam, Delhi, Kerala ed altri luoghi fra l'India ed il Bhutan, in un periodo di cinquantacinque giorni. Il film è considerato un esempio di cinema parallelo indiano. Il film ha vinto premi per la fotografia, l'audiografia, le coreografie e la musica, tra gli altri. Nonostante sia stato un insuccesso ai box office indiani (il film è costato 2,68 milioni di dollari e ne ha incassati 3,35), il film ha ottenuto notevoli riscontri all'estero, diventando il primo film indiano ad entrare nella top ten britannica dei film più visti al cinema.

## Trama
Amarkant Varma è un giovane giornalista che lavora per All India Radio. Mentre sta viaggiando verso le remote regioni del Nord per un reportage in occasione dei 50 anni dell’indipendenza dell’India, viene sorpreso dalla pioggia in piena notte in una stazione ferroviaria deserta, tranne che per una misteriosa figura avvolta in un mantello nero. Una folata di vento fa volare il tessuto, rivelando una giovane donna dalla bellezza semplice ed eterea di cui Amar si innamora all’istante. Dopo aver tentato invano di avviare una conversazione si allontana per procurarsi un tè caldo da offrirle, e al suo ritorno gli resta soltanto il tempo di vederla salire su un altro treno, dove era attesa da tre uomini.
Amar si reca in Assam (Chaiyya chaiyya) per intervistare la gente del posto riguardo alla loro visione della patria e alla loro soddisfazione per la vita, scoprendo che la maggior parte delle persone in quella remota regione è ostile e risentita verso un governo centrale dal quale si sente sfruttata, tradita e ignorata. Curioso e intraprendente, Amar si spinge pericolosamente nella giungla per intervistare un gruppo di ribelli armati, il cui capo afferma di non identificarsi come un terrorista ma come un partigiano, devoto alla causa della resistenza contro le ingiustizie perpetrate nella zona dall’esercito indiano, e determinato a combattere per l’indipendenza della regione.
Amar rivede ripetutamente la misteriosa ragazza, ed ogni volta tenta di avvicinarla con insistenza, seguendola anche fino a casa (Dil se Re). Lei dapprima finge di non riconoscerlo, poi gli chiede di essere lasciata in pace, infine gli dice di essere già sposata. Lui però non si dà pace, e per dare sfogo ai suoi sentimenti trasforma la storia del loro incontro in un radiodramma da lui recitato. La ragazza viene mostrata nell’atto di udirlo mentre è intenta alle sue faccende quotidiane, e sembra restarne segretamente colpita.
Amar decide di scusarsi per essere stato inopportuno, ma i tre uomini già intravisti alla stazione lo aggrediscono  e gli intimano di non avvicinarla mai più prima di ridurlo privo di sensi nel fitto della giungla, ma gli rivelano anche che lei non è realmente sposata. Il giorno dopo la ragazza e i suoi parenti sono spariti.
Nonostante ciò Amar, rincuorato nello scoprire che la ragazza non è sposata, non si dà per vinto: corrompendo l’impiegato dell’ufficio postale dove lei si recava a telefonare scopre che le telefonate erano dirette ad un numero col prefisso del Ladakh, e vi si reca immediatamente, ufficialmente per documentare per la radio una festività tradizionale locale. 
Durante le celebrazioni Amar rivede la ragazza, ma in quel momento scoppia uno scontro a fuoco tra l’esercito indiano e un militante ribelle. Nel parapiglia che ne segue, i due si trovano sullo stesso autobus dove lei, impaurita, fa credere ai soldati di essere la moglie di Amar per nascondere di essere in viaggio pericolosamente sola, e finalmente gli rivela il suo nome: Meghna.
Durante il lungo viaggio l’autobus ha un guasto e i passeggeri si ritrovano a piedi in una zona semi-desertica. Amar approfitta delle circostanze per farsi sempre più insistente con Meghna, fino a tentare un approccio fisico che scatena nella ragazza un forte attacco di panico. Amar comprende che ha già subito molestie sessuali in precedenza, e in seguito passa a modi più protettivi e dolci. (Satrangi Re) Meghna continua a respingerlo, affermando che stare con lui non fa parte del suo destino e che “non ha tempo” per pensare al matrimonio. I due finiscono per addormentarsi vicini, ma al risveglio Amar si ritrova nuovamente da solo e lei è già sparita. 
Amar, col cuore spezzato, torna quindi a Delhi, dove la sua numerosa famiglia ha intenzione di fargli conoscere una ragazza per un potenziale matrimonio: tra lui e Preeti scatta subito una piacevole confidenza, e i due si confidano reciprocamente di essere stati entrambi abbandonati dalla persona di cui erano innamorati.
Mentre è per strada con Preeti, Amar intravede tra la folla uno degli uomini che erano con Meghna e lo insegue, sperando di ottenere notizie su di lei. La loro folle corsa attira l’attenzione della polizia, che ferma il misterioso ragazzo: questi senza esitazione morde il ciondolo al cianuro che portava al collo per simili occasioni, dandosi la morte. Le forze dell’ordine comprendono così che si trattava di un terrorista.
Amar e Preeti acconsentono a sposarsi (Jiya Jale), e mentre iniziano i preparativi, Amar viene catturato e interrogato, invano, in quanto la polizia sospetta che sia anche lui un terrorista.
Durante la festa di fidanzamento compare a casa proprio Meghna, che prega Amar di ospitarla e darle un lavoro presso la radio, al che lui acconsente, continuando ad essere evidentemente ossessionato da lei. In seguito Preeti intuisce che l’ospite giunta improvvisamente durante la festa è la donna di cui Amar le ha parlato, e con gentilezza e discrezione la tiene sotto controllo, senza però riuscire a scoprire il suo segreto.
Viene gradualmente rivelato che Meghna fa parte di un gruppo di militanti indipendentisti che si sta preparando a commettere un attentato durante la grande cerimonia patriottica per i festeggiamenti dei 50 anni di indipendenza dell’India, e che anche il lavoro presso la radio fa parte del piano come copertura. Il ruolo di Meghna sarà proprio quello di farsi esplodere.
Meghna è combattuta tra la devozione al suo ideale di resistenza armata e il senso di colpa per come sta sfruttando i sentimenti di Amar, ma soprattutto per le persone innocenti che sta per uccidere nell’attentato. I compagni la riconducono severamente al giuramento che ha prestato e alla causa per la quale sono pronti al martirio. 
Nel frattempo Amar scopre le vere intenzioni di Meghna e la supplica di fermarsi, dicendosi pronto a lasciare tutto per fuggire con lei e salvarla dal suo destino. Lei gli rivela il suo vero nome, Moina, e replica risentita che lui non può capire: gli racconta delle atrocità commesse dall’esercito indiano ai danni suoi, della sua famiglia e del suo villaggio, alle quali sente di dover a tutti i costi fare giustizia.
Amar tenta di togliere a Moina il ciondolo con il cianuro, ma così facendo attira l’attenzione della polizia che, credendo la stia molestando, lo arresta. I compagni di Moina corrompono i poliziotti per farlo liberare, solo per condurlo in un luogo isolato e aggredirlo. 
Amar riesce a salvarsi e tornare a casa, pur pesantemente ferito, provocando una forte reazione da parte di Preeti, ma prima che i due possano parlarsi, giungono nuovamente le forze dell’ordine che di nuovo arrestano Amar in quando sospettato di far parte del movimento terrorista. Viste le sue condizioni lo portano in ospedale e lo pongono sotto sedazione per interrogarlo più tardi, ma lui, dopo un infruttuoso tentativo di convincerli della propria versione, nonostante il farmaco e le ferite riesce con la sola forza di volontà a fuggire.

Amar ritrova Moina in una grotta nascosta, convinta che lui sia morto e ormai pronta per l’attacco suicida, e torna a supplicarla di rinunciare all'attentato, di fuggire insieme e di confessargli il suo amore. Poiché lei non risponde, disperato le chiede di permettergli almeno di morire con lei. I due si abbracciano appassionatamente, provocando l’esplosione dell’ordigno già indossato sotto i vestiti di Moina. L'amore e la pace così trionfano a prezzo della vita dei due protagonisti.  

## Colonna sonora
1. Sukhwinder Singh, Sapna Awasthi – Chaiyya Chaiyya – 6:54
2. Lata Mangeshkar, M. G. Sreekumar, Chorus – Jiya Jale – 5:07
3. A. R. Rahman, Anuradha Sriram, Anupama, Febi Mani – Dil Se Re – 6:44
4. Udit Narayan, Mahalakshmi Iyer – E Ajnabi – 5:48
5. Sukhwinder Singh – Thayya Thayya (Remix) – 4:35
6. Sonu Nigam, Kavita Krishnamurthy – Satrangi Re – 7:25